# Історія Англії

## Античні часи
З VIII ст. до н. е. починається переселення на Британські острови кельтських племен з Континентальної Європи. Останнє з таких переселень було здійснене белгами у I ст. до н. е., про що згадував Юлій Цезар. Кельти започаткували використання на островах заліза. Кельтське і кельтизоване населення островів отримало загальну назву «брити», звідки й походить назва «Британія».
Британські кельти дійшли в своєму розвитку до останнього періоду первіснообщинного ладу — патріархату. Серед них існувало рабство, з'являлись ознаки класового розділу, виникла родова та військова аристократія. Брити займались землеробством і тваринництвом, використовували колісний плуг, ручний млин, гончарний круг, обробляли шкіру, виробляли тканину, видобували руду, торгували з континентальними племенами. Іноді брити створювали племені союзи, що очолювали «Королі бритів». Найвідоміші бритські племенні поселення згодом перетворились на римські та існують сьогодні: Камулодун, Еборак, Лондініум.
У 55 та 54 рр. до н. е. Юлій Цезар під час військової кампанії у Галлії вторгся у Британію, виграв декілька битв, але не зміг вийти за межі Гартфордширу та заснувати римську провінцію. Однак, його вторгнення стало поворотним моментом в історії Британії. Контроль торгівлі, потоку ресурсів та престижного краму стає ще більш важливим для еліт Південної Британії. Як джерело відносно безкінечного багатства та міці Рим поступово стає найбільшим гравцем у регіоні. Повномасштабне вторгнення та приєднання Британії до Римської імперії стає невідворотним.
Перша серйозна спроба підкорення острова була здійснена римлянами у 43 році під час правління імператора Клавдія. Очолював кампанію Авл Плавцій. Римляни висадилися у Кенті та розгромили у битвах при Медвеї та Темзі дві армії катувеллаунів, які очолювали королі Каратак та Тогодумн. Останній був вбитий, а Каратак втік до Уельсу. Після цього римляни зупинилися, бо Авл Плавцій запросив листом імператора прибути до Британії та власноруч завершити переможну кампанію. Клавдій очолив похід римлян на столицю катувеллаунів Камулодун, повернувшись до Риму тріумфатором. Попри перемогу римлян, катувеллауни утримували південно-східний кут майбутньої Англії, їм скорилися 11 місцевих ватажків, було засновано декілька клієнтських королівств, але столиця залишалась у римлян.
Наступні чотири роки римляни під керівництвом Веспасіану вели наступ на бритів. 54 року кордон римських земель був відсунутий до Северну та Тренту, почались кампанії підкорення Північної Англії та Уельсу. Але у 60 році вже підкорені племена повстали під проводом королеви іценів Боудіки. Брити спалили Камулодун, Лондініум та Веруламіум. Другий Августів легіон, що був у Ексетері, відмовився йти на приборкання бритів, побоюючись повстань у тилу. Губернатор провінції Гай Светоній Паулін згорнув свою кампанію в Уельсі, щоб вступити у бій з армією Боудіки. Римляни перемогли та надовго замирили Британію.
Наступні 20 років кордони Римської Британії змінювались несуттєво. За часів правління губернатора Агріколи були завойовані останні незалежні території в Уельсі та Північній Англії. Агрікола також очолив похід до Шотландії, але був відкликаний імператором Доміціаном. Кордон на півночі римських володінь стабілізувався та був укріплений Валом Адріана у 138 році.
Римляни володіли південною частиною Британії близько 350 років, суттєво вплинувши на місцевий ландшафт та культуру. Їх влада завершилась у V ст. з вторгненням на острів англів та саксів.

## Середньовіччя

### Раннє Середньовіччя

#### Англосаксонське вторгнення та Гептархія

Королівства і племена Англії близько 600 року.

Внаслідок занепаду римської влади у Британії з середини IV ст. на острів активно починають переселятись германські племена. Загалом знані як англосакси, вони складались з трьох груп — англів і саксів, що жили на території сучасного Шлезвіг-Гольштейну, та ютів, що жили на півострові, що носить їх ім'я.
Саксонські найманці були відомі на острові ще за часів римлян. але їх вплив значно посилився після V ст. Достеменно причини їх вторгнень не відомі через брак історичних свідчень та археологічних знахідок.

Чернець з бритів Гільда Премудрий у своєму творі De Excidio et Conquestu Britanniae пише, що коли римляни у IV ст. залишили острів, місцеві британці пережили вторгнення піктів з півночі та скотів — з Ірландії. Тоді брити запросили саксів, щоб ті допомогли під час наступних вторгнень. Після перемоги над піктами і скотами сакси повернули зброю проти самих бритів.

Англійські королівства близько 800 року.

Сім королівств, що з'явились згодом, пов'язують саме з саксами. На півдні острову було чотири королівства: Кент, Вессекс, Сассекс та Ессекс. У середній частині Англії домінували Мерсія та Східна Англія. На півночі виникла Нортумбрія, яка об'єднала у собі дві попередні держави: Берніцію та Дейру.
У VII ст. серед усіх королівств найбільш домінуючими були Мерсія та Нортумбрія, особливо на півночі Англії. Останнє з королівств поширило свою владу на територію Шотландії та Уельсу. На деякий час Нортумбрія навіть підкорила Мерсію, коли у 655 році король Освіу вбив короля Мерсії Пенду. Але вже у 679 році нортумбрійці зазнали поразки від Мерсії у Битві при Тренті, та у 685 році — від піктів, і відтоді почався занепад цієї держави. 664 року Британськими островами прокотилася епідемія, ймовірно чуми, яка була першою епідемією в Англії, відзначеною в англійській історії. Епідемія завдала великих людських та економічних збитків королівствам того часу.
У VIII ст. домінуюче положення серед королівств зайняла Мерсія. Спочатку король Етельбальд, а з 757 року його наступник Оффа намагались підкорити найбільшого конкурента — Вессекс. Саме Оффа з усіх англійських володарів до Альфреда найбільше наблизився до об'єднання Англії під єдиною владою, одержав декілька перемог над Вессексом, закріпив свою владу династичним шлюбом, і навіть проголосив себе Королем Англії, але історики зауважують, що сам Оффа не вважав об'єднання країни своєю метою, піклуючись більше про власний престиж. Він навіть домігся визнання своєї влади над південною Британією від Карла Великого.
Після смерті Оффи у 796 році у Мерсії почалась війна за владу над королівством. Ця війна закінчилась у 825 році перемогою короля Вессекса Егберта над Беорнвульфом у Битві при Елландуні. Егберт підкорив Мерсію своїй владі, а ще до того — територію Корнуола. Чотири роки потому Егберт отримав данину та визнання своєї підпорядкованності Вессексу від короля Нортумбрії Енреда. Загалом, період Гептархії завершується саме домінуванням Вессекса майже над всією територією Англії.

#### Рейди норманів
Першим зафіксованим випадком висадки норманів в Англії став епізод у 787 році у Дорсетширі. Першим агресивним рейдом став напад на монастир Ліндісфарн у 793 році, про що згадується у Англосаксонському часописі. 794 року нормани здійснили напад на острів Йона. На той час вікінги вже майже обжились на Оркнейських та Шетландських островах на північ від Британії, та мали можливість здійснювати у Англії численні напади, які не були зафіксовані.
Поява норманів (переважно Великої язичницької армії) зруйнувала політичне й громадське життя, яке існувало на той час у Британії та Ірландії. 867 року Нортумбрія підкорилась данам, у 869 році — Східна Англія. 871 року військо Уессекса перемогло норманів у Битві при Ешдоні, але вже через три місяці король Етельберт I помирає. Йому наслідує молодий Альфред, який був вимушений відкупитись від норманів, щоб виграти час. 874 року нормани завойовують Мерсію. 876 року один з ватажків норманів Хальфдан Рагнарссон, згідно легенд, повертаючись з успішного походу на піктів, вирішив розподілити землі колишньої Нортумбрії серед своїх воїнів, щоб «вони орали землю та підтримували самі себе». З цього моменту починаються історія осілого життя норманів в Англії та формування Данелагу.

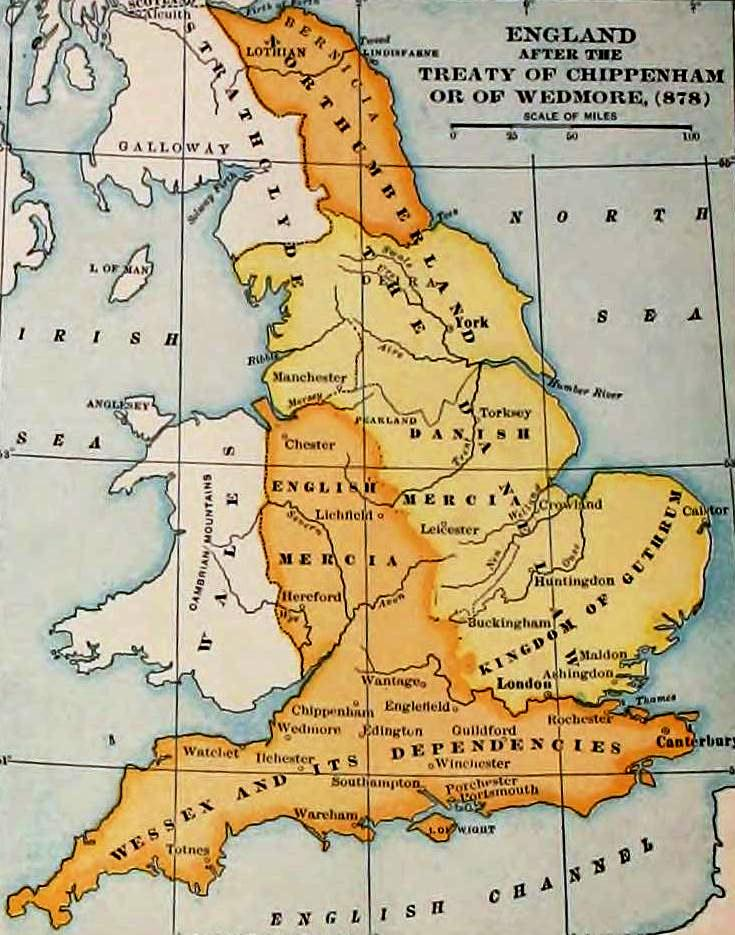
Англія у 878 році.

У 878 році хиткий мир між Вессексом і данами був порушений. Військо Альфреда виграло вирішальну Битву при Едінгтоні, після чого дани підписали Ведморський мир, за яким Англія була розділена між данами та саксами. Наступні роки миру Альфред намагався відновити економіку Вессексу та колишніх земель Мерсії, що відійшли під його руку. Сакси в очікуванні майбутніх воєн з данами зміцнювали оборону держави та побудували флот з 60 суден.
Повернення решти Англії під владу саксів продовжилось за правління нащадків Альфреда. Його син Едуард переміг данів у 910, 911 та 917 роках, приєднавши до Вессексу решту земель Мерсії та землі королівства Східної Англії, зміцнивши кордони з Нортумбрією та отримавши омаж від деяких інших володарів, зокрема Гвінеду. Син Едуарда Етельстан продовжив завойовницьку політику Вессексу, приєднавши Йорк та організувавши походи у Шотландію. Саме за часів правління Етельстану поширюється титул Король Англії.
Рейди норманів на Англію поновились за часів правління короля Етельреда. Король Данії Гаральд I Синьозубий здійснив декілька руйнівних походів у Англію. Після серії поразок Етельред вирішив відкупитись від данів. Майже 20 років він відправляв вікінгам величезні суми, намагаючись утримати їх від рейдів. Ця данина зруйнувала економіку королівства і підірвала владу короля. 1002 року Етельред наказує саксам нападати на осілих в Англії данів та вбивати їх. Дізнавшись про це, син Гаральда Свен I Вилобородий мститься жорстокими атаками на береги Англії. Війна триває більше десяти років, до вікінгів приєднується данське населення північної Англії. Дани врешті-решт захоплюють у 1013 році Лондон, Оксфорд та Вінчестер. Етельред тікає в Нормандію, а Свен проголошує себе королем Англії на додачу до титулів короля Данії і Норвегії. Після раптової смерті Свена Етельстан повертається до Англії, але стикається з сином Свена Канутом. Етельред помирає у 1016 році, Канут перемагає повстання саксів і стає повноправним королем Англії, Данії та Норвегії.

#### Влада данів та нормандське завоювання

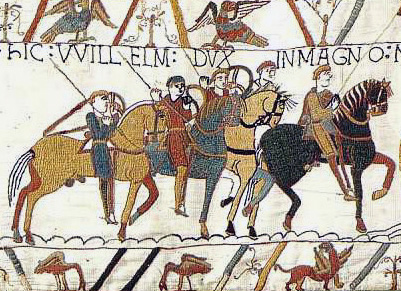
Фрагмент Гобелена з Байо, який відображує висадку норманів в Англії

Ставши королем трьох держав, Канут робить Лондон центром своєї Північноморської імперії. Після смерті Канута у 1035 році йому наслідують його сини, але вже у 1042 році королем стає Едуард Сповідник, останній представник Вессекської династії. Намагаючись втримати владу у боротьбі з власним тестем Годвіном Вессекським та скандинавськими нащадками Канута, король шукав допомоги у Нормандії. Едуард не мав синів, тому після його смерті у 1066 році про претензію на англійську корону заявили одразу декілька претендентів: син Годвіна Гарольд, Свейн II Данський та Вільгельм Нормандський. Владу Гарольда підтримав Вітан (збори саксонської знаті), але це не спинило інших претендентів.
У вересні 1066 року 300 кораблів з 15 тисячами норвезьких воїнів під командуванням Гаральда III Суворого та брата саксонського короля Тостіга Годвінсона висадились у Північній Англії. Сакси розбили вікінгів у Битві при Стемфорд Брідж, де загинули обидва ватажки скандинавів. Але вже 28 вересня нормандське військо Вільгельма висадилось на південному березі королівства — почалось Нормандське завоювання Англії. 14 жовтня, пройшовши шлях від Йорку, виснажене військо Гарольда зустрілось з норманами біля Гастінгсу. У битві сам король загинув, а сакси були розбиті. Ще одним претендентом на трон став Едгар Етелінг, але цей спротив тривав недовго — вже на Різдво 1066 року Вільгельм був проголошений королем Англії. У подальші п'ять років король зіткнувся з численними повстаннями та кволими рейдами данців, але спромігся подолати спротив та встановити міцну владу на території усієї держави.

#### Християнізація англосаксів
Навернення у нову віру германських племен у Британії проходило під впливом двох течій у самому християнстві: кельтського християнства, яке розповсюджувалось через місії в Ірландії, та римського християнства, яке приніс на острів бенедектинський чернець Августин. Прибувши у Британію у 597 році, вже в 601 році Августин похрестив короля Кенту Етельберта. Християнство розповсюджувалось серед англів, саксів та ютів дуже швидко. Останній англосаксонський король-язичник Пенда помер у 655 році. Останній ютський король-язичник Орвальд, який володів островом Вайт, помер у 685 році. Вже у VIII ст. англосаксонські місіонери прибули на континент, що призвело до майже повної християнізації Франкської держави ще до 800 року.
Завдяки Августину, який став засновником Англійської церкви, особливого статусу в її структурі набула саме Кентська єпархія. Августин став першим архієпископом Кентерберійським.
У 664 році у містечку Уітбі в Нортумбрії відбувся синод, на якому король Нортумбрії Освіу вирішував подальшу долю християнства у його державі, обираючи між кельтською та римською традиціями. Уілфріду Йоркському вдалось переконати короля зробити вибір на користь римського звичаю, за якого англійська церква була незалежна від світських правителів та підпорядковувалась безпосередньо архієпископу та Риму. Такий устрій церкви зберігався в Англії до часів Реформації.

### Високе Середньовіччя

#### Норманська Англія

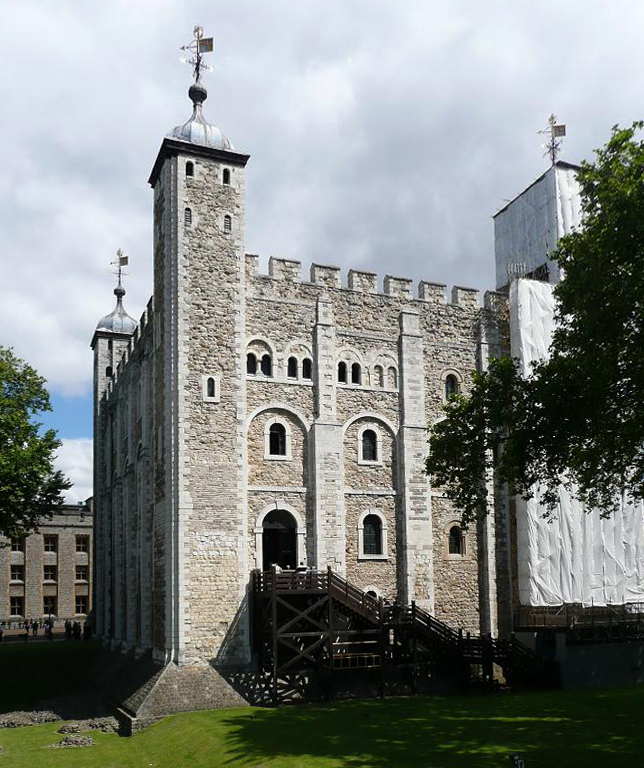
Лондонський Тауер, будівництво якого розпочав Вільгельм I для контролю за містом

Норманське завоювання призвело до глибоких змін в Англійській державі. Зокрема, Вільгельм наказав скласти Книгу Страшного суду — перелік усього населення королівства, усіх земель та маєтків. Складання книги розпочалось з метою упорядкування податкової бази, але поміж іншим викрило повну заміну серед правлячого класу та церковної верхівки саксів на норманів впродовж 20 років після завоювання. Нормани майже монополізували владу, церкву і володіння землею на всіх рівнях. Сам Вільгельм та його знать розмовляли нормандською як в Нормандії, так і в Англії. Використання англо-нормандської мови серед аристократії тривало віки потому та залишило невитравний відбиток на розвитку сучасної англійської мови.
Правління Вільгельма відбувалось в постійній боротьбі за владу над країною. Намагаючись підкорити саксів, король починає будівництво численних фортець — замків, донжонів та «motte and bailey». Такі укріплення дозволяли норманським лордам врятуватись у безпеці під час народних повстань. Перерозподіляючи землі серед своїх прибічників, Вільгельм іноді об'єднував землі, якими володіло багато англійських лордів, навколо стратегічно важливого укріплення і надавав такий феод одному норману. Норманські феодали віддавали королю фіксовану кількість воїнів — не тільки для військових кампаній, але й для замкових гарнізонів.
Вільгельм зберіг поділ Англії на графства (шири), які, в свою чергу, поділялися на сотні. Представником королівської влади у ширі був шериф, який здійснював королівське правосуддя та збирав податки.

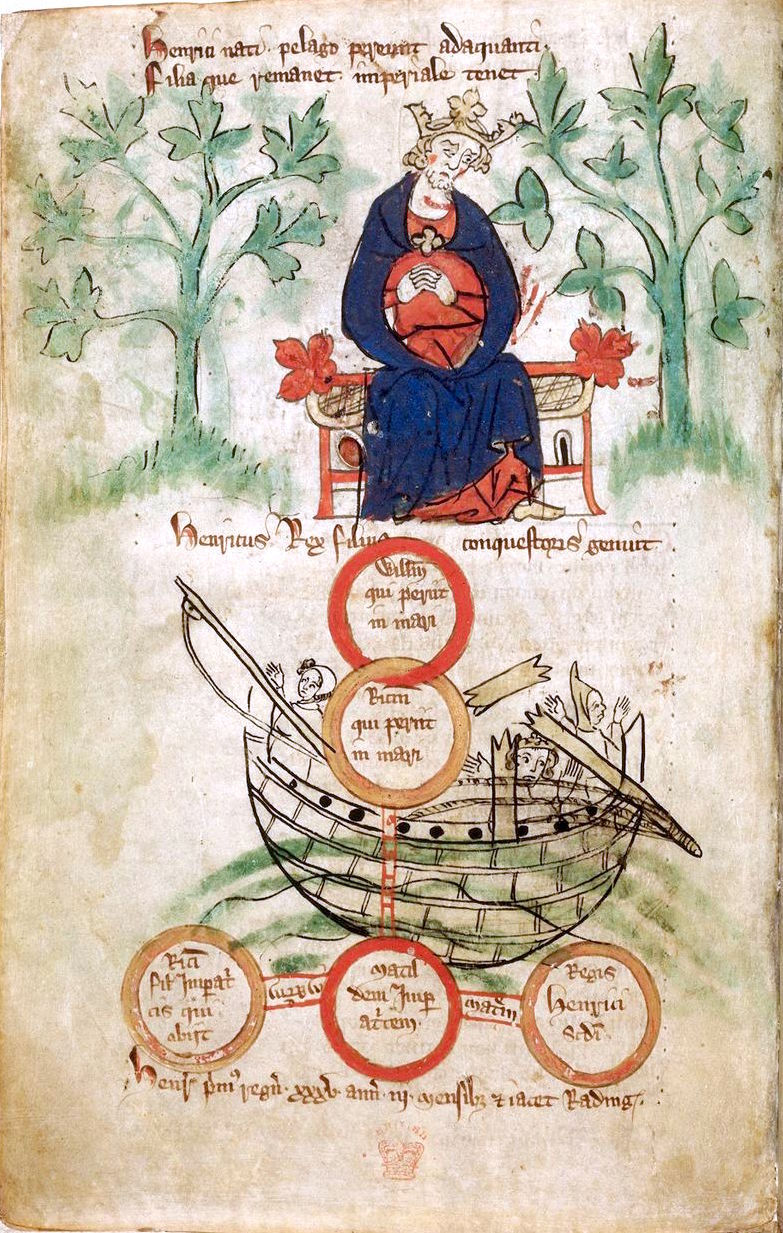
Зображення Генріха I та Білого корабля, XIV ст.

Після смерті Вільгельма у 1087 році розпочалась війна за владу між його синами Робертом, якому батько залишив Нормандію, і Вільгельмом II, який успадкував Англію. 1100 року Вільгельм II помирає, і королем Англії стає четвертий син старого короля Генріх I. Він намагається стабілізувати ситуацію в країні, шукаючи компроміси між саксонською та норманською знаттю. 1120 року у Ла-Манші потонув Білий корабель, на якому до Англії повертався єдиний син Генріха Вільгельм. Залишившись без легітимного спадкоємця, у 1127 році Генріх вимагає у баронів визнати його доньку Матильду наступницею на англійському троні.
Після смерті Генріха у 1135 році барони відмовляються від клятви та заявляють про підтримку племінника померлого короля Стефана Блуаського. Майже на 20 років країну захоплює громадянська війна. Восени 1139 року Матильда разом з братом Робертом Глостерським прибуває до Англії, в той час як її чоловік, граф Анжуйський Жоффруа Плантагенет атакує Нормандію. Врешті-решт Стефан потрапляє у полон і його правління закінчується, але Матильду обурені англійці виганяють з Лондона. 1141 року Роберт потрапляє в полон, і Матильда вимінює його на Стефана.
Війна закінчується 1153 року Воллінгфордською угодою, за якою Стефан залишався королем Англії до самої смерті, але йому наслідував син Матильди і Жоффруа Плантагенета Генріх. Стефан помер менше, ніж через рік після укладення угоди, і у 1154 році королем Англії став Генріх II, перший з династії Плантагенетів на англійському престолі.
Під час громадянської війни значно посилилась влада місцевої аристократії. Стефан і Матильда, шукаючи прибічників серед баронів, часто роздавали володіння, титули і привілеї. Місцеві володарі стали майже незалежними, самостійно чинили правосуддя, збирали податки, навіть за королівські ліси, влаштовували рейди на сусідів, дехто карбував власні гроші. Відновлення ладу та економіки відбувалось вже за часів Генріха II.

### Пізнє Середньовіччя
- 1284 — Завоювання Уельсу, почате норманами, завершене Едвардом I.
- 1295 — Прийнята Модель парламенту.
- 1338–1453 — Столітня війна з Францією дозволила парламентові контролювати податки і, за допомогою імпічменту, призначення міністрів королем.
- 1348–1349 — Чорна смерть (чума) забрала 30 % населення.
- 1381 — Суспільне невдоволення привело до селянського повстання, яке було жорстоко придушене.
- 1399 — Річард II був зміщений парламентом.
- 1414 — Придушення повстання лолардів.
- 1455–1485 — Війна Червоної і Білої троянд.

## Новий час
- 1497 — Генріх VII поклав кінець владі феодальної знаті, придушивши повстання йоркців.
- 1529 — Генріх VIII став главою Англіканської церкви після розриву з Римом.
- 1536–1643 — Акти Союзу Англійського королівства й Уельсу після завоювання.
- 1547 — Едвард VI прийняв доктрини протестантства.
- 1553 — Повернення до римської католицької церкви при Марії І.
- 1558 — Єлизавета I схвалила релігійний компроміс.
- 1588 — Спроба вторгнення в Англію іспанської Армади.
- 1603 — Яків I об'єднав англійську і шотландську корону. Зростає протистояння парламенту.
- 1642–1652 — Громадянська війна між роялістами і парламентаріями, що закінчилася перемогою парламенту.
- 1649 — убито Карла I, створена Співдружність.
- 1653 — Олівер Кромвель призначений Лордом-Протектором.
- 1660 — Відновлення монархії при Карлі II.
- 1685 — Повстання Монмаута.
- 1688 — Вільгельма Оранського запрошено зайняти трон, утеча Якова II.
- 1707 — Акт про союз між Англією і Шотландським королівством при королеві Анні Стюарт, після якого Англія стала частиною Королівства Великої Британії.

## Історія Великої Британії
Про історію Англії з 1707 року див. статтю Історія Великої Британії.

## Особливості розвитку Великої Британії в останній третині XIX ст
Велика Британія була конституційною монархією з двопалатним парламентом (палатою лордів і палатою громад). В ній гармонійно поєднувалися ліберальні й консервативні цінності. З одного боку, вона по праву вважалася батьківщиною парламентаризму. Важливою демократичною ознакою британської політичної системи була відповідальність уряду перед парламентом, тобто формування уряду з представників партії, яка отримала перемогу на виборах до палати і його відставка в разі втрати довіри парламенту. Британське суспільство було найвідкритішим для ліберальних ідей, до 1880-х рр. — найбільш індустріальним і модернізованим. З іншого боку, Британія залишалася консервативною державою: і в останній третині XIX ст. монархія тут правила згідно з порядками, встановленими наприкінці XVII ст.; виборче право так і не стало загальним (палата громад обиралася громадянами на основі майнового цензу); англіканська церква не була відокремлена від держави (крім Ірландії в 1869 р. й Уельсу в 1914 р.); важливою частиною політичної структури Великої Британії залишалася палата лордів, члени якої засідали в ній за правом народження, її феодальні прерогативи були обмежені лише в 1911 р. Писаної конституції Велика Британія не мала, основу її законодавства складали прецедент і традиції.
Специфіка британських державних інституцій полягала в тому, що усе, чого американці і французи здобули у XVIII—XIX ст. в результаті війн і революцій, англійці отримали шляхом поступових реформ, здійснюваних державою. Тому англійські робітники, найчисельніші й організовані системою тред-юніонів (профспілок, легалізованих ще в 1824 р.) були найменш революційними. Цьому сприяв і досить високий рівень їх життя, що було пов'язано з економічним пануванням Британії у світі в середині XIX ст.
Останні десятиліття XIX ст. були періодом найінтенсивнішої колоніальної експансії за всю історію Великої Британії (встановлено контроль над Єгиптом, величезними територіями на півдні і на сході Африки тощо). Площа Британської імперії за цей час збільшилася з 20 млн до 33 млн км²., населення — з 200 до 370 млн чол. Розширення колоніальної системи відбувається цілеспрямованими зусиллями британських кабінетів, передусім консерваторів на чолі з Бенджаміном Дізраелі. З кінця 1870-х рр. офіційно почав вживатися термін «Британська імперія».
Колоніальна система наклала величезний відбиток на увесь подальший розвиток Великої Британії. Вона розглядалася британцями не як континентальна, європейська, а як морська світова держава, тож до початку XX ст. дотримувалася політики «блискучої ізоляції», не вступаючи в постійні союзи з жодною з європейських держав (відступом від такої політики став військово-політичний союз із Японією 1902 р., у той час як постійний союз з європейськими державами — Францією і Росією — було сформовано вже з початком першої світової війни).
На рубежі століть в Англії завершилася «вікторіанська епоха». На правління королеви Вікторії, що тривало довгі 64 роки (1837—1901 рр.), прийшовся як період розквіту Британської імперії, так і початок її відносного занепаду. Після смерті Вікторії престол посідали її син Едуард VII (1901—1910 рр.) та онук Георг V (1910—1936 рр.).

## Економічний розвиток в останній третині XIX— на початку XX ст
Найбільший розквіт англійської економіки, а відповідно й усього суспільства, доводився на 1850-1870-ті рр. В цей час Британія була «майстернею світу», господарем світового ринку і світової фінансової системи, володарем найбільшого флоту, найбільшої й найбагатшої колоніальної системи. 1870-ті рр. XIX ст. стали останнім десятиліттям, впродовж якого вона мала статус «світової фабрики». У 1880-1890-ті рр. її економіка вступила в нову стадію свого розвитку, оскільки виявилася тенденція до зниження промислової та торговельної ролі Британії в системі міжнародних господарський зв'язків, в тому числі у зв'язку з посиленням конкуренції з боку молодих промислових держав — США і Німеччини.
Відбулося зниження темпів приросту продукції англійської промисловості: якщо щорічний приріст її промислової продукції в 1870-ті рр. становив 3 %, то в 1880-1890-ті рр. — лише 1,8 % (у той час як у США — 4,8 %; в Німеччині — 3,9 %). Якщо в 1870 р. кам'яновугільна промисловість Британії забезпечувала 52 % світового видобутку, то наприкінці XIX ст. — 22 %; виплавка чавуну в 1870 р. становила — 50 % світового обсягу, наприкінці XIX ст. — 22,1 %, в 1913 — 13,5 %, а виплавка сталі в 1913 р. — лише 10 % світових показників (вугілля, чавун і сталь продовжували залишатися «королями технології» аж до І світової війни). Хоча перед світовою війною Британія залишалася наймогутнішою державою світу, було очевидно, що за своїм промисловим і технічним потенціалом вона відставала від США та Німеччини.
Поступова втрата Британією промислової монополії була очевидною сучасникам, що спричинило створення в 1885 р. комісії палати лордів та королівської комісії для вивчення причин занепаду виробництва. Воно пояснювалося багатьма факторами — як внутрішніми, так і зовнішніми. Однією з причин стала зміна кон'юнктури світового ринку після фінансово-економічної кризи 1873—1875 р., коли світова економіка вступила в період «великої депресії», що зачепило усі економічно розвинуті країни. Але були й причини, характерні тільки для Британії. По-перше, оскільки вона першою здійснила промисловий переворот, то її промислове устаткування на 80-ті рр. XIX ст. було значною мірою застарілим, не встигало за бурхливим технічним прогресом останньої третини XIX ст. і вимагало суттєвого переоснащення (у той час як в Німеччині і США промисловий розвиток мав інноваційний характер і відбувався на основі новітньої техніки і технології).
Британська наука сприяла технічному оновленню. Тут працювали видатні науковці Дж. Джоуль, Дж. Максвелл, Е.Резерфорд, У.Ремсей. В 1878 р. в Англії винайдено «томасовський процес» виплавки сталі (за іменем металурга С.Томаса); в 1890-ті рр. Ч.Парсон сконструював нові двигуни — парові турбіни. Однак Англія не здійснювала такого ж швидкого впровадження в промисловість досягнень в області хімії, електроніки, нових двигунів, досконалішого устаткування як молоді капіталістичні країни. В розвитку передової хімічної промисловості Британія відставала від Німеччини в 20 разів. Основні фонди виробництва оновлювалися тут лише частково і з великими труднощами. У той час як переоснащення потребувало великих капіталовкладень, вигіднішим для англійських промисловців було вивезення капіталів у колонії: в сировинні, видобувні галузі, сільське господарство, розвиток транспорту і зв'язку. Так, доля щорічних інвестицій у власне виробництво до 1880-х рр. становила 7,5 % національного прибутку; у 1880-1990-ті рр. вона знизилася до 4,4 %. Натомість колоніальні капіталовкладення Британії зросли до кінця XIX ст. вдвічі і досягли колосальних розмірів — майже 2 млрд ф. ст. На початку XX ст. Британія, що посідала І місце у світовій торгівлі, отримувала від своїх зарубіжних капіталовкладень прибуток у 5 раз більший, ніж від зовнішньої торгівлі.
По-друге, у той час як інші провідні країни в умовах «великої депресії» захищали свою економіку від іноземної конкуренції високими митними тарифами (Німеччина з 1879 р., Франція — з 1892 р.), британський уряд не впровадив протекціонізм. Велика Британія залишилася на позиціях вільної торгівлі, оскільки була найбільшим експортером промислової продукції, особливо вугілля, сталі, пряжі, бавовняних тканин і водночас залежала від колоніальної сировини та сільськогосподарської продукції (могла забезпечити себе сільгосппродукцією лише на третину). В умовах відсутності протекціоністської політики в Британії відбувалося тривале падіння цін — в 1873—1896 рр. ціни впали на 40 %, що призвело до падіння прибутків підприємців і зменшення ділового інтересу. Це також стимулювало капіталовкладення британських підприємців у колонії.
«Велика депресія» негативно вплинула на матеріальне становище усіх верств населення, включаючи лендлордів-землевласників, орендарів-фермерів, промисловців — особливо тих, хто працював на внутрішній ринок, країни Європи і США. Хоча реальні доходи робітників у цей час зросли, королівська комісія з праці в 1893 р. зробила висновок, що майже 83 % британських робітників мали сімейний бюджет нижче мінімального прожиткового рівня. Численною стала армія безробітних — часом вона доходила до 11,4 % зайнятого населення, а в окремих тред-юніонах до третини складу. Складна економічна ситуація на тлі різкої поляризації суспільства створювала важку морально-психологічну атмосферу в усіх верствах суспільства.
По-третє, концентрація виробництва і збуту у Великій Британії розпочалася значно пізніше, ніж в Німеччині і США. У 1880-ті рр. спостерігалися лише окремі випадки концентрації виробництва, найуспішнішим з яких було створення великого суднобудівного об'єднання «Дормен-Лонг» в 1889 р. У 1890-ті рр. цей процес прискорився, особливо у військовій промисловості (об'єднання «Джон Браун», «Армстронг-Уітворт», «Віккерс». Повільніше відбувалася концентрація виробництва у традиційній легкій промисловості. Лише в 1897 р. утворився перший трест Коутса з виробництва пряжі й ниток. В 1898—1899 рр. з'явилося ще 4 об'єднання в текстильній промисловості. При цьому процес концентрації виробництва не був незворотним. Наприклад, асоціація з виробництва сталі (1886 р.) невдовзі розпалася; вугільний синдикат (1896 р.) проіснував усього 1 міс. Лише небагато об'єднань закріпилися міцно і лише в деяких галузях промисловості.
Британські монополії мали переважно колоніальний характер — «Колоніальна кампанія р. Нігер» (1886), «Імперська кампанія Британської Східної Африки» (1886), «Британська Південноафриканська кампанія» (1889). Вони мали набагато більші прибутки, ніж підприємства, що працювали на внутрішньому ринку.
Значно швидше відбувався процес концентрації капіталів: якщо в 1860-ті рр. у Великій Британії нараховувався 241 приватний банк, наприкінці XIX ст. — 50, перед світовою війною — лише 12 банків, що зайняли монопольні позиції та забезпечували потреби у великих капіталовкладеннях. Тож фінансові кола, особливо ті, що були тісно пов'язані з колоніальними підприємствами, чимраз більше визначалися як найвпливовіші в політичній структурі суспільства.
На відміну від Франції і Німеччини, що мали розвинуте сільське господарство, у Великій Британії економічно самостійне селянство зникло ще в XVII столітті внаслідок політики огороджування. Структуру сільськогосподарського населення формували такі прошарки як землевласники (лендлорди), фермери-орендарі (як великі орендарі-капіталісти, так і дрібні фермери), сільські робітники. Усі вони переживали труднощі в результаті падіння цін на сільськогосподарську продукцію.
Великі землевласники (лендлорди), яким належала майже вся землі, жили в містах і відмовилися від хліборобства як такого, що не приносило достатніх прибутків, перетворюючи великі площі на парки, мисливські угіддя і місця розваг або здаючи пасовища і орні землі великим фермерам-орендаторам, які спеціалізувалися на виробництві високоякісних дорогих м'ясних, молочних і овочевих продуктів. При цьому лендлорди регулярно зганяли з землі селян-орендарів. Особливо гострою ця проблема була в Ірландії, де землевласники (англійці-англіканці) позбавляли оренди безземельних ірландців-католиків, що стало основною причиною ірландської проблеми — найгострішої внутрішньої проблеми Великої Британії в останній третині XIX — на початку XX ст.
У той час як Франція і Німеччина в умовах падіння цін на сільгосппродукцію пішли по шляху збільшення митних тарифів, що дозволило їм утримувати ціни на прийнятному рівні, Британія скоротила виробництво пшениці (за період 1875—1895 рр. на 2/3). Якщо в 1871 р. посівні площі становили 8,2 млн акрів, на поч. XX ст. вони скоротилися до 5,9 млн. Для цього періоду характерні як масова імміграція безземельних і малоземельних селян, так і кооперація конкурентоспроможних господарств. Будучи забезпечена власною сільгосппродукцією лише на третину, Велика Британія дедалі більше орієнтувалася на імпорт.
Оскільки саме існування Великої Британії залежало від зовнішньої торгівлі (найбільший у світі експортер й імпортер) й інвестицій у колонії, це диктувало необхідність її панування на морях для забезпечення комунікацій з колоніями. Тож флотські програми Німеччини, що почали реалізовуватися на початку XX ст., уявлялися британським суспільством загрозою його національним інтересам.
В останні п'ять років XIX ст. відбулася деяка стабілізація і навіть підйом промисловості, але він не був тривалим. В 1900—1905 рр. сталася чергова економічна криза, хоча вона проявилася в Англії меншою мірою, ніж в інших країнах; за нею виникла затяжна криза 1907—1910 рр.
Нові тенденції в економічному житті Великої Британії були пов'язані з англійсько-бурською війною 1899—1902 рр. Вона призупинила приток золота з Південної Африки, порушила торговельні зв'язки з нею, важкими для населення були військові податки. Водночас війна принесла державні замовлення галузям важкої промисловості (сталеливарна, металообробна, вугільна) і таким чином сприяла їх розвитку.
Після кризи 1900—1905 рр. утворилися і зміцніли численні промислові об'єднання, хоч процес концентрації виробництва в Англії, як і раніше, відбувався повільніше, ніж в Німеччині й США. Ще більше стимулювала процес концентрації виробництва затяжна криза 1907—1910 рр. Так, в 1906 р. утворився знаменитий автомобільний концерн «Роллс-Ройс». Новим явищем стало утворення міжнародних нафтових монополій: англійсько-голландської «Ройал датч шелл» (1907), англійсько-іранської «Бритіш петролеум» (1909).
На початку XX ст. Велика Британія остаточно втратила промислову монополію. Німецька й американська торговельно-промислова конкуренція набувала все більш загрозливого характеру. Продукція цих країн успішно конкурувала з англійською не лише на зовнішніх ринках, але й на внутрішньому англійському. У той час як англійський експорт на європейський ринок в 1910 р. становив 155 млн ф. ст., німецький — 281 млн ф. ст. Вартість експорту з Німеччини до Англії зросла в 1912 р. до 57 млн ф. ст., вартість англійського експорту до Німеччини — лише до 41 млн ф. ст. Німецькі банки вперше відкрили свої відділення в Англії.
В цих умовах британські економісти закликали підприємців не шкодувати грошей для оновлення устаткування і удосконалення методів виробництва, щоб перемогти в конкуренції, що посилилася. Тож на початку XX ст. відбулося збільшення внутрішніх інвестицій. В 1900—1905 рр. Британія вкладала у власне господарство щорічно близько 72 млн ф. ст., у той час як вивозила 64 млн ф. ст. Однак це не могло кардинально змінити ситуацію. Перед світовою війною Британія залишалася наймогутнішою державою світу, однак за своїм промисловим і технічним потенціалом поступалася США та Німеччині.

## Демократизація політичної системи в останній третині XIX ст
Демократизація британської політичної системи відбувалася шляхом поступових і послідовних державних реформ. Вона була пов'язана зі збільшенням електорату, забезпеченням демократичного формування палати громад та розширення прав місцевого самоуправління.
Якщо в результаті виборчої реформи 1832 р. робітники не отримали виборчого права, що викликало сплеск чартистського руху, то зміни відбулися внаслідок другої і третьої виборчих реформ 1867 р. і 1884 р. В результаті виборчої реформи 1867 р. право голосу отримали власники або наймачі окремих будинків, квартир чи кімнат, які платили орендну плату не менше 10 ф. ст. на рік. Саме в таких умовах жила на той час високооплачувана категорія робітників. Тож в результаті реформи кількість виборців у містах зросла на 825 тис. чол. за рахунок дрібних власників і кваліфікованих фабричних робітників. Участь у виборах з 1867 р. брали 25 % усіх чоловіків з 20-річного віку. За реформою 1884 р. ценз, застосований в 1867 р. до міських жителів, поширився на графства, тобто на населення дрібних міст і сільської місцевості. Виборче право отримали дрібні орендарі в Англії й Ірландії, частина робітників, що працювали в сільському господарстві чи жили поза містом. Участь у виборах тепер брали 56 % усіх чоловіків з 20 років. Отже, виборче право отримала більшість робітників.
Закон 1885 р. встановлював рівномірний розподіл виборчих дільниць у залежності від чисельності населення (105 містечок із населенням менше 16 тис. чол. втратили права представництва в палаті, їх мандати було передано новоствореним округам у графствах з населенням 50 тис. чол.; тобто кожні 50 тис. чол. представляв у палаті громад 1 депутат). Це був демократичний захід, так і не здійснений у Німеччині. В 1885 р. в палаті громад з'явилося 12 нових вакансій, тож загальне число місць склало 670.
Однак загальне виборче право у Великій Британії не було впроваджено (на відміну від Франції й Німеччини). Так, особи, що наймали мебльовані кімнати і велика кількість сільських робітників, які жили у хазяїв, не стали виборцями. Натомість особи, які володіли кількома будинками, були виборцями в кількох пунктах; вибори відбувалися в різні дні; при підрахунку голосів бралося до уваги не абсолютна, а відносна кількість поданих голосів.
Демократизації політичної системи сприяв закон про таємне голосування (1872 р.). За цією системою, що спочатку була застосована в британському домініоні Австралія, кожен виборець отримував бюлетень, на якому були надруковані імена усіх кандидатів, проходив за перегородку, де залишався один і відзначав олівцем імена тих, за кого він подає голос (голосування відбувалося за партійними списками). Якщо брати до уваги відміну майнового цензу для депутатів (1858 р.) і новий текст присяги (1866 р.), що відкривав доступ у парламент людям нехристиянського віросповідання, формально відтоді будь-хто міг стати депутатом. Права і привілеї депутатів — недоторканість особистості й свобода слова у стінах парламенту — з початку XIX ст. практично не порушувалася.
Інший напрямок реформ стосувався місцевого самоврядування (закони 1888—1889 і 1892 рр.). За законом 1888 р. на місцях (у графствах) формувалися виборні органи самоуправління — ради графств, які обиралися на 3 роки усіма платниками податків і отримували виконавчі функції, що раніше належали шерифам і мировим суддям, які призначалися з багатих людей графств. Мировим суддям було залишено лише судові обов'язки, усі інші переходили до виборчих рад — контроль за дорогами, суспільними будинками, притулками; право збирати податки й здійснювати позики тощо. Міста з населенням понад 50 тис. чол. також отримали статус графства («міські графства»), в тому числі Лондон (усього 122 графства). В 1888 р. цю реформу було проведено в Англії й Уеллсі. В 1889 р. поширено на Шотландію. Однак реформу не було введено в Ірландії, де відбулися заворушення через вимоги землі й самоуправління (гомруля).
В 1892 р. демократизацію було поширено й на парафію (приход) — сільську общину, низову одиницю адміністративно-територіального поділу країни. Якщо раніше повну владу в парафії мав місцевий лендлорд і англіканський священик, тепер влада переходила до виборних органів місцевого самоуправління — місцевих рад, обраних зборами сільських общин (парафіяльними, приходськими зборами).
Оскільки рішення, прийняті місцевими радами, не потребували затвердження уряду, ради деяких великих міст скористалися своєю владою і здійснили великі роботи з перебудови старих кварталів, будівництва нових будинків для робітників; влаштування газового освітлення і водопостачання, пуску трамваїв, організації пралень тощо. При цьому рада сама затверджувала розміри оплати і визначала обов'язки своїх службовців. Така програма отримала назву «муніципальний соціалізм» і мала підтримку з боку деяких соціалістичних груп (британських фабіанців і французьких посибілістів).
Відносно виборчого права для жінок, відповідні закони приймалися палатою общин в 2-му читанні в 1886 р. і 1897 р. Але до третього читання справа так і не дійшла. Натомість жінки мали право участі в муніципальних виборах — до комітетів суспільного піклування, до шкільних рад (1870 р.), рад графств (1888 р.) і парафій (1892 р.), могли бути обраними до благодійних і шкільних рад.
Демократизація політичної системи мала значний вплив на діяльність британських політичних партій, які сформувалися в попередній період (вігів і торі) і з часу виборчої реформи 1832 р. називалися партіями лібералів і консерваторів. Впродовж другої половини XIX ст. відбувався процес організаційної перебудови партій, що надало їм характер сучасних політичних партій. В результаті значного розширення електорату партії були змушені враховувати у своїй діяльності інтереси нижчих верств суспільства, які ставали тепер виборцями, визначити своє відношення до соціальних проблем, що їх турбували, відображати це у своїх програмних документах, шукати нові гасла, здатні залучити електорат на їх сторону.
Новий етап у діяльності правлячих політичних партій Великої Британії мала виборча реформа 1867 р., яка примусила як торі, так і вігів оволодіти новими формами роботи, орієнтованими на масового виборця — розпочати створення місцевих асоціацій, клубів та інших постійно діючих об'єднань своїх прихильників. В 1870-ті рр. склалася організаційна структура партій, утворилися їх центральні органи, а також партійні структури на місцях, що формувалися демократичним шляхом з представників позапарламентських організацій, підтримували зв'язок із виборцями в період між виборами, займалися аналізом і регулюванням їх політичної поведінки, пропагандистською діяльністю.
В 1870-ті рр. в країні відбулися великі політичні кампанії, під час яких вироблялися нові форми взаємодії з виборцями. Новим явищем у політичному житті стала Мідлтонська кампанія 1879—1880 рр. лідера лібералів У.Гладстона, який здійснив 2-тижневу поїздку містами виборчого округу Мідлтон у Шотландії для зустрічі зі своїми виборцями.

## Політика урядів лібералів в ост. третині XIX ст
Функціонування двопартійної системи у Великій Британії виявилося в періодичній зміні урядів консерваторів і лібералів. Якщо в середині XIX ст. у влади перебували переважно ліберали, в 1870-1880-ті рр. відбувалося почергове формування ліберальних і консервативних урядів, з 1886 р. консерватори приходили до влади частіше, а з 1895 р. перебували у влади 10 років підряд (до 1905 р.), після чого в грудні 1905 р. ліберали знову повернулися до влади — аж на 17 років, але вже востаннє. Після завершення першої світової війни відбувся остаточний розкол Ліберальної партії, внаслідок чого другою частиною англійської двопартійної системи поряд з Консервативною партією поступово стала Лейбористська партія, утворена в 1900 р.
Внутрішня політика лібералів і консерваторів в останній третині XIX ст. суттєво не відрізнялася. Якщо розглядати реформи з демократизації політичної системи, то ліберали розробили проєкт, а консерватори провели виборчу реформу 1867 р., ліберали ж провели реформу 1884 р. Якщо ліберали розпочали реформу місцевого самоуправління у 1870 р., то консерватори продовжили її у 1888 і 1892 рр.
Це також стосується соціальних реформ, які змушені були проводити партії в умовах боротьби за виборців. В останній третині XIX ст. як консерваторами, так і лібералами прийнято низку соціальних законів: «Про регулювання вугільних шахт» і «Про регулювання рудників» (1872 р.); «Тен ауерз ект» 1847 р., який встановлював максимальний 10-год. робочий день для жінок і дітей, зайнятих в промисловості, в 1874 р. був доповнений законом, що забороняв роботу в промисловості дітей віком до 10 років та зобов'язував дітей до 14 років паралельно з роботою на фабриках відвідувати школу; «Акт про фабрики» (1875 р.) встановлював для усіх робітників робочий тиждень в 56,5 год. (хоч вони вимагали 54 год.); про заборону видачі заробітної платні товарами (1887 р.) тощо. Закони 1875, 1880, 1893, 1897 рр. встановлювали відповідальність підприємців за виробничий травматизм.
Ці закони були вимушеними, частковими кроками в умовах, коли влада дотримувалася принципів лібералізму, фрітрейду (вільної торгівлі) та лесеферизму (невтручання держави в економіку) — не обмежених нічим підприємництва і конкуренції. Широка соціальна політика за таких умов була неможлива.
Більшою активністю в сфері внутрішніх реформ відзначалися ліберали, лідером яких в останній третині XIX ст. був Вільям Гладстон (1819—1898 рр.), який вже у 23 роки став депутатом. Починав як консерватор і тричі був членом консервативного міністерства; в 1859 р. перейшов на ліберальні політичні позиції. Після смерті лорда Пальмерстона став у 1865 р. лідером лібералів. З 1868 р. по 1894 р. 4 рази очолював ліберальні уряди.
Політику Гладстона характеризує тріада: «Мир, економія (дешева держава), реформи». В центрі їх уваги традиційно знаходилися проблеми захисту особистої свободи людини, політичні й громадські права громадян, принципи економічної свободи, невтручання держави в самоуправну економіку і у відносини між робітниками і роботодавцями, що обмежували можливості їх соціальної політики. Великий вплив на їхню внутрішню політику мала т. зв. «манчестерська» точка зору про те, що заробітна платня робітників має регулюватися природними законами попиту і пропозиції, як ціна на хліб. Однак вже Гладстон висловлювався на користь соціального лібералізму, вважаючи, що ліберальна партія може успішно конкурувати з консерваторами, лише спираючись на масову національну підтримку, що диктує необхідність соціальної політики.
Перший ліберальний кабінет У.Гладстона 1868—1874 рр. увійшов в історію як реформаторський. Закон про цивільну службу 1870 р. (адміністративна реформа) встановлював обов'язковий публічний екзамен для того, щоб зайняти посаду на державній службі. Військова реформа 1871 р. скасовувала старовинну практику купівлі чинів в армії.
Шкільна реформа 1870 р. встановлювала принцип обов'язкової початкової освіти з 5 до 12 років (наприкінці 1860-х рр. половина дітей шкільного віку не відвідували школу). Країна поділялася на шкільні дільниці, платники податків обирали шкільні ради з широкими повноваженнями, в тому числі збирали спеціальний місцевий податок для будівництва і утримання державних шкіл. Уряд підтримував їх субсидіями; крім того, навчання в школах було платним. Ради мали право зобов'язати батьків відправляти дітей до школи й звільняти від платні найбідніші сім'ї. Школи не мали релігійного спрямування, але частина їх зберегла клерикальний характер. Реформа була обмеженою — не відокремлювала школу від церкви, не започатковувала загальної безкоштовної початкової освіти, але відкривала шлях для освіти широких верств населення.
Наступні закони 1876 і 1880 рр., спрямовані на реорганізацію структури освіти, створили систему державних шкіл. Законом 1891 р. було вперше впроваджено державне фінансування початкової освіти дітей з 5 до 12 років.
Закон 1871 р. надавав робітничим профспілкам — тред-юніонам статус юридичної особи і ставив їх в рівні умови з організаціями підприємців і давало можливість захищати свої права в суді.
У.Гладстон більш, ніж будь-хто з англійських діячів XIX ст., зробив для вирішення ірландського питання. Щоб заспокоїти Ірландію після сплеску революційного руху феніїв, пік якого прийшовся на 1865—1867 рр., він розпочав з відокремлення англіканської церкви від держави в Ірландії, де 9/10 населення становили католики (Ірландський церковний білль 1869 р.). Англіканська церква позбавлялася в Ірландії значних земельних володінь, власності, пожертвувань і права наслідування за заповітом. Ірландський земельний закон 1870 р. визначав, що лендлорд не міг зігнати з землі фермера на власний розсуд, а лише після сплати йому винагороди і відшкодування витрат на здійснені ним на землі удосконалення (але він не мав обов'язкового характеру і землевласники навчилися обходити його).
Гладстон двічі вносив до парламенту білль про надання самоуправління (гомрулю) Ірландії — в 1886 і 1892 рр. І хоч вони не стали законами, але викликали значний резонанс у суспільстві і дозволили ліквідувати кризу, спричинену загостренням ірландського національного руху.

## Перша світова війна
Виявом патріотичного піднесення британців на початку війни були як черги добровольців біля вербувальних пунктів (їх призов в армію відбувався на добровільній основі, загальну військову повинність було впроваджено лише в травні 1916 р.), так і схвалення британським парламентом «Закону про захист королівства (DORA)», який став основою усього надзвичайного законодавства воєнного часу. Закон проголошував пріоритет загальнонаціональних інтересів над приватними і закликав населення об'єднати зусилля для захисту «короля і країни». Він значно розширював повноваження органів виконавчої влади, дозволяв державі «брати у володіння» власність громадян, впроваджував цензуру, призупиняв дію акта про недоторканність особи тощо.
В умовах війни в суспільно-політичній системі Великої Британії відбулися значні зміни. Помітно зменшився вплив парламенту на життя суспільства. Кабінет міністрів отримав право видавати укази, що мали силу законів, без консультацій з парламентом. Деякі важливі питання, наприклад, виділення кредитів, вирішувалися без санкції палати громад. З метою консолідації зусиль нації для боротьби з ворогом лідери провідних партій встановили «партійне перемир'я», відмовившись на період війни від публічної критики один одного. Як наслідок політична опозиція фактично перестала існувати. Загальні вибори в роки війни не проводилися.
В кінці серпня 1914 р. керівники британських тред-юніонів і Лейбористської партії висловилися за встановлення «миру в промисловості». В березні 1915 р. вони досягли з урядом офіційної угоди про відмову робітничих організацій від використання страйків як засобу вирішення виробничих конфліктів.
На початку війни у зв'язку з прагненням населення обміняти паперові гроші на золоті монети виникла так звана «серпнева фінансова паніка», в результаті якої було порушено нормальну роботу багатьох банків і фондової біржі. В цих умовах парламент санкціонував випуск в обіг двох нових банкнот номіналом в один і пів фунта стерлінгів, що не підлягали вільному обміну на золото. Тим самим Англія де-факто відмовилася від золотого стандарту національної валюти. Проте параліч фінансової системи було ліквідовано.
З початком війни під контроль уряду було поставлено всі залізниці, власникам яких було гарантовано прибуток на рівні 1913 р. Для управління залізницями було створено Залізничний виконавчий комітет за участю головних менеджерів 10 найбільших залізничних кампаній. В серпні 1914 р. адміралтейству було дозволено реквізувати приватні транспортні й допоміжні судна. До початку осені в його розпорядження перейшло 250 цивільних суден, в наступні роки — ще близько 1000.
28 серпня 1914 р. уряду було надано право контролювати військові фабрики і робітників, зайнятих на підприємствах, що виробляли зброю. Регулювання імпорту і цін, розподіл сировини і продовольства також покладалося на державні органи.
Проте в перші місяці війни широкі повноваження в області економічного регулювання, надані Законом про захист королівства, не використовувалися владою повною мірою. Гасло «Бізнес, як звичайно», поширене в британському суспільстві, відображало розрахунки на швидке завершення війни і прагнення уряду не втручатися в звичайний хід ділових відносин. Тим більше, що ліберальний уряд Асквіта не був готовий різко відмовитися від основоположних ліберальних принципів і допустити повномасштабне втручання держави в економічне життя країни.
Невдовзі виявилось, що британська промисловість була не готова до вирішення завдань, висунутих війною. Британська армія відчувала брак набоїв, кулеметів, важких гармат, снарядів тощо. Проблеми з постачанням армії («криза снарядів»), відсутність помітних успіхів на Західному фронті, невдача Дарданелльської операції спричинили весною 1915 р. критику уряду Асквіта і урядову кризу. Вона стала очевидною після відставки 20 квітня 1915 р. з посади першого морського лорда авторитетного адмірала Фішера у зв'язку з його незгодою щодо організації Дарданелльської операції. В ситуації, що склалася, Асквіт був змушений погодитися на створення коаліційного кабінету. Його було сформовано 26 травня 1915 р. В складі коаліційного уряду на чолі з Асквітом провідну роль продовжували відігравати ліберали, які очолили 12 міністерств. Відставку з посади військово-морського міністра отримав У.Черчілль, головний ініціатор Дарданелльської операції. 8 міністерських портфелів отримали консерватори. Вперше до складу уряду увійшли представники лейбористів А.Гендерсон, У.Брейс і Дж. Робертс.
Оскільки основним пунктом критики уряду була криза з постачанням на фронт снарядів, в новому уряді було створено Міністерство озброєння під керівництвом Д.Ллойд Джорджа, метою якого була «мобілізація національних ресурсів для виробництва військового спорядження». Міністерство озброєння стало одним з найважливіших інструментів в системі державного регулювання економіки. В червні 1915 р. парламент прийняв Закон про виробництво озброєння, за яким Міністерству надавалися надзвичайні повноваження з організації й регулюванню виробництва в стратегічних галузях промисловості для забезпечення потреб фронту. Він став основою великої кількості підзаконних актів, які детально регламентували діяльність стратегічних галузей економіки. Закон дозволяв Міністерству примушувати підприємців виконувати держзамовлення, переводити кваліфікованих робітників і будь-яке обладнання з приватних на державні підприємства; «тимчасово вступати в володіння» приватними підприємствами з виплатою власникам компенсації (як правило, в розмірі середнього довоєнного прибутку).
Одночасно розширювалися існуючі державні підприємства, будувалися нові. Відбулося примусове кооперування дрібних і середніх підприємств різного профілю, злиття деяких банків. Було впроваджено ввізне мито на ряд товарів, що спряло, між іншим, розвитку британської автомобільної промисловості, позбавленої від конкуренції з боку США. Загалом Міністерство озброєнь прямо чи опосередковано контролювало діяльність понад 20 тис. заводів, фабрик, шахт, на яких працювало 5 млн чол. До кінця війни під його контролем перебувало близько 80 % промисловості.
На державних чи контрольованих Міністерством підприємствах встановлювався жорсткий режим роботи: тривалість робочого дня до 10-12 годин, скасовувалася виплата надурочних, обмежувалися вихідні і відпустки, заборонялися страйки і локаути. В разі виробничих конфліктів передбачався примусовий державний арбітраж. З метою уникнути «плинності кадрів» робітникам, зайнятим у військовій промисловості, не дозволялося вільно переходити на нове місце роботи без т. зв. «відпускних посвідчень» від підприємців. На підприємствах, зайнятих випуском озброєнь, заборонялося змінювати платню робітникам без згоди Міністерства озброєнь. Оскільки багато кваліфікованих робітників вступили в армію, Ллойд Джордж наполіг на залученні до виконання робіт, що вимагали спеціальної підготовки, некваліфікованих робітників. В результаті кількість працюючих жінок на виробництві різко зросла, що мало наслідком надання жінкам віком понад 30 років виборчого права за новим виборчим законом (лютий 1918 р.).
В роки війни Велика Британія активно використовувала матеріальні і людські ресурси своїх численних колоній, найбільшою з яких була Індія, і домініонів (Канада, Австралія, Нова Зеландія, Південно-Африканська Республіка, в 1917 р. статус домініону отримав о. Ньюфаундленд). Вже з перших днів війни уряди цих держав висловили готовність надати метрополії всебічну підтримку. Таким чином, поширена думка, що в разі війни Британській колоніальній імперії буде загрожувати дезінтеграція, не виправдалася. Показово, що військові підрозділи домініонів, що брали участь в бойових діях на фронтах світової війни, формувалися переважно з добровольців.
Ірландія, де з початком війни впровадження «гомруля» було відкладено, також підтримала військові зусилля Британії. Вона була одним з головних постачальників у Британію продовольства і сільськогосподарської сировини. До 1916 р. 265 тис. ірландців вступили в британську армію. Однак ірландська промисловість (за винятком протестантського Ольстера) не отримувала великих військових замовлень і не користувалася державною підтримкою. Незадоволення офіційним Лондоном викликало також надмірне оподаткування, суттєве збільшення цін на товари першої необхідності, поглинання ірландських кампаній англійськими корпораціями, відтік капіталу з країни, впровадження цензури, заборона опозиційної преси, переслідування пацифістів, відкладення впровадження закону про «гомруль».
В цих умовах 24 квітня 1916 р в Дубліні відбулося повстання. Його учасники — республіканці й соціалісти, під керівництвом П.Пірса, Джеймса Конноллі, які спиралися на збройні загони «ірландських волонтерів» і робітничі дружини «ірландської цивільної гвардії» — у Великодню неділю захопили в Дубліні головпоштамт, ряд інших стратегічних пунктів і проголосили створення незалежної Ірландської республіки. Розрахунки повсталих на допомогу Німеччини та ірландців США не виправдалися. Виступ в Дубліні підтримали в окремих районах Ірландії, однак до 30 квітня він був придушений англійськими військами. Керівників повстання було розстріляно, багатьох учасників ув'язнено. Жорстокий розгром повстання призвів в наступні роки до консолідації ірландців і до активізації тих сил, які виступали вже не за гомруль, а за незалежність. Весною 1918 р. закінчилася провалом спроба англійського уряду поширити на Ірландію закон про загальну військову повинність. В останній рік війни в Ірландії мали місце хвилювання серед населення, викликані реальною загрозою голоду внаслідок вивезення до Англії великої кількості продовольства. Новий рух розвивався переважно під керівництвом партії Шин фейн, яка перебувала в опозиції до англійського правління, але не брала участі в повстанні 1916 р. До кінця війни Ірландія стала джерелом потенційної нестабільності в країні, що вимагало до неї постійної уваги.
Решта британського суспільства також гостро відчувала на собі тяготи війни. Хоч заробітна платня робітників дещо збільшилася, але в результаті зростання цін реальний життєвий рівень англійців помітно знизився. Інтенсифікація праці, збільшення робочого дня, позаекономічні методи примусу призводили до окремих страйків робітників, попри заборону профспілкових лідерів. Перші страйки відбулися вже на початку 1915 р. В липні 1915 р. відбувся тижневий страйк 200 тис. гірників Південного Уельсу, керований місцевим тред-юніоном. Наймасовіший характер страйки набули в 1917 р. у зв'язку з браком деяких продовольчих товарів і палива, а скоріше через втому населення від війни. Один зі страйків, що розпочався на невеличкому підприємстві в м. Рочдейл, невдовзі поширився на 48 міст і охопив 200 тис. чол. За офіційними даними, його причини полягали в невпевненості робітників щодо цілей і завдань війни. Однак загалом за період 1914—1918 рр. рівень страйкової війни в Британії був відносно невисоким.
Затягування війни, серйозні економічні труднощі, які переживала країна в 1916 р., величезні людські втрати в битві на р. Сомма (близько 420 тис. вбитих), провал наступу в Месопотамії і капітуляція британських військ в Кут-ель-Амарі, суперечності в уряді між Асквітом і Ллойд Джорджем призвели наприкінці листопада 1916 р. до урядової кризи. Після відставки уряду Асквіта на початку грудня 1916 р. було сформовано новий коаліційний кабінет на чолі з Ллойд Джорджем, який заявив про свою рішучість зібрати всі сили в кулак і завершити війну одним «нокаутуючим ударом». Провідну роль у новому уряді відігравали вже не ліберали, а консерватори, які отримали в кабінеті більшість міністерських портфелів. Це були представники не лише традиційної аристократичної політичної еліти, але й ділових кіл (великі промисловці, судновласники, фінансисти), чиї симпатії були на боці консерваторів. Створення нового кабінету призвело до розколу в Ліберальній партії на прихильників Асквіта і Ллойд Джорджа, що надалі сприяло послабленню впливу лібералів в політичному житті країни. Водночас посилилися позиції консерваторів і лейбористів. Так, до складу уряду Ллойд Джорджа увійшли вже 6 міністрів від Лейбористської партії.
Зростання впливу Лейбористської партії значною мірою було пов'язане з посиленням в роки війни профспілок, які становили її основу. Якщо в 1914 р. в лавах тред-юніонів було 4,1 млн чол., то в 1918 р. — 6,5 млн. В програмі Лейбористської партії, прийнятій в серпні 1918 р., ставилося завдання проведення державою низки соціально-економічних реформ, одержавлення деяких галузей, встановлення «демократичного контролю» над виробництвом.
Вплив нового уряду на всі сторони суспільного життя Британії значно зріс. Ллойд Джордж мав фактично необмежену владу і здійснював свої повноваження за допомогою створеного ним воєнного кабінету, куди, крім нього, входили чотири призначені ним міністри (Е.Бонар Лоу, А.Гендерсон, Дж. Керзон і А.Мілнер). Цим вузьким складом приймалися усі найважливіші рішення з основних питань. Дехто звинувачував Ллойд Джорджа в диктаторстві, однак в складних умовах воєнного часу суспільство було готове миритися з цим.
З початку своєї діяльності уряд зіткнувся з проблемою забезпечення населення продовольством і дедалі більших потреб армії в озброєнні і допоміжних матеріалах. Продовольчі труднощі посилилися в умовах необмеженої підводної війни, розпочатої Німеччиною в лютому 1917 р. В цих умовах для доставки зерна в країну було мобілізовано усі наявні лайнери. Було створено різнобічну систему державного контролю і регулювання, яка поширювалася на торгівлю, виробництво і розподіл продуктів. Указ про обробіток землі (грудень 1916 р.) уповноважував місцеву владу розподіляти необроблювані землі серед населення для вирощування городини. Для вирощування різної сільгосппродукції було залучено близько 3 млн акрів раніш необроблюваних земель. До 1918 р. посіви пшениці в Британії збільшилися на 40 % порівняно з 1914 р.
Влітку 1917 р. уряд почав виділяти субсидії для зменшення цін на хліб, цукор, м'ясо. До листопада 1917 р. майже на всі харчові продукти ціни були фіксовані. Однак повною мірою вирішити проблему продовольства не вдалося. Особливо гостро вона відчувалася на рубежі 1917—1918 рр., про що свідчили величезні черги за продовольством в усіх великих містах. На початку 1918 р. в Британії було впроваджено картки на м'ясо і жири, а з червня 1918 р. вступила в дію система нормування основних харчових продуктів.
Якщо в перші півтора військові роки уряд регулював лише ввезення і розподіл цукру і льону, то до середини весни 1917 р. він підпорядкував своєму контролю практично увесь імпорт. Без санкції одного з державних комітетів до країни не можна було ввезти більшість найменувань товарів. Контролюючи закупки і розподіл сировини між різними підприємствами, використовуючи систему держзамовлень, уряд тією чи іншою мірою охопив своїм впливом основні галузі виробництва.
Небачена раніше централізація влади і безпрецедентне зростання впливу держави на усі найважливіші сфери життя суспільства не могли не турбувати британців. Тож в березні 1915 р. було створено Комітет з реконструкції (з липня 1917 р. — Міністерство), який мав розробляти плани щодо ліквідації усіх державних обмежень воєнного часу і відновлення довоєнного порядку. В останні місяці війни було складено детальні плани завершення діяльності й самоліквідації міністерств оборони, продовольства, транспорту, готувалася програма приватизації більшої частини державних воєнних заводів.
Війна велася з перенапруженням усіх економічних і фінансових ресурсів Великої Британії. На фронті загинули близько 800 тис. британців (близько 1 млн представників Британської імперії). Загальні витрати на війну склали понад 10 млрд ф. ст. У зв'язку з цим було значно збільшено оподаткування населення. Підвищено ставки довоєнних податків і впроваджено нові: прогресивно-прибутковий, на воєнний надприбуток (наприкінці війни його ставка становила 80 %), акцизи на пиво, тютюн, на купівлю предметів розкоші (включаючи велосипеди), на розваги (включаючи театр і кінематограф). Загальний обсяг оподаткування порівняно з 1906 р. зріс ушестеро. Однак податки покривали лише третину усіх військових витрат. Другий шлях поповнення казни складала грошова емісія. Обсяг паперових грошей в обороті до кінця війни збільшився в 12 разів, купівельна спроможність фунта при цьому впала на третину. Головним джерелом покриття витрат стали внутрішні і зовнішні позики. В результаті борг країни зріс в 12 разів — з 0,6 млрд ф. ст. в 1914 р. до 7,8 млрд в 1918 р. 85 % цієї суми становив внутрішній борг. Близько 850 млн ф. ст. зовнішнього боргу доводилося на США.
В ході війни Британія втратила третину національного багатства. Випуск промислової продукції скоротився на 1/5, було знищено значну частину військового флоту і 40 % довоєнного тоннажу торговельного флоту. Це призвело до помітного економічного послаблення Британії після 1918 р., зменшення її долі в світовому промисловому виробництві і в світовій торгівлі, остаточній втраті нею провідного становища у світовій економіці.